# Les Forgerons
Les Forgerons (letterlijk vertaald: De smeden) is een Franse korte film uit 1895 die werd gemaakt door Louis Lumière. De film behandelt hetzelfde thema als Blacksmith Scene uit 1893 van William K. L. Dickson, met als grootste tegenstelling dat de film van Dickson in een studio werd opgenomen en die van Lumiere in een echte smidse.
Op 28 december 1895 was het een van de tien films die werden vertoond tijdens de eerste commerciële filmvoorstelling ooit, die plaatsvond in het Salon indien du Grand Café.

## Verhaal
Twee smeden zijn aan het werk in een smidse, de linkse smid hamert op een aambeeld, terwijl de rechtse een smidsvuur aanjaagt. Wanneer de hamerende smid klaar is met het bewerkte metaal plaatst hij dit in een emmer water. Een derde man vervoegt de scène om de smid aan het aambeeld wijn te schenken.